# (37432) Piszkéstető
(37432) Piszkéstető est un astéroïde de la ceinture principale.

## Description
(37432) Piszkéstető est un astéroïde de la ceinture principale. Il fut découvert le 11 janvier 2002 à Piszkesteto par Krisztián Sárneczky et Zsuzsanna Heiner. Il présente une orbite caractérisée par un demi-grand axe de 2,38 UA, une excentricité de 0,17 et une inclinaison de 5,5° par rapport à l'écliptique.

## Compléments